# Pianoconcert nr. 19 (Mozart)
Pianoconcert nr. 19 in F majeur, KV 459, is een pianoconcert van Wolfgang Amadeus Mozart. Hij schreef het stuk aan het einde van 1784.

## Orkestratie
Het pianoconcert is geschreven voor:
- Fluit
- Twee hobo's
- Twee fagotten
- Twee hoorns
- Pianoforte
- Strijkers

## Onderdelen
Het pianoconcert bestaat uit drie delen:
1. Allegro
2. Allegretto
3. Allegro assai